# Ácido 3-(4-hidroxifenil)propiônico
Ácido 3-(4-hidroxifenil)propiônico (português brasileiro) ou ácido 3-(4-hidroxifenil)propiónico (português europeu) ou ácido florético é um composto orgânico de fórmula química C9H10O3, de massa molecular 166,17. Possui ponto de fusão 129-131 °C e é levemente solúvel em água. Classificado com número CAS 501-97-3, número EC 207-931-3, PubChem ID 24895679 e MOL File 501-97-3.mol.